# Leptacis lignicola
Leptacis lignicola är en stekelart som beskrevs av Jean-Jacques Kieffer 1916. Leptacis lignicola ingår i släktet Leptacis och familjen gallmyggesteklar. Arten är reproducerande i Sverige. Inga underarter finns listade i Catalogue of Life.